# Бородинка (Тевризский район)
Бороди́нка   — село в Тевризском районе Омской области России. Административный центр и единственный населённый пункт Бородинского сельского поселения. Население 237 чел. (2023) .

## История
В соответствии с Законом Омской области от 30 июля 2004 года № 548-ОЗ «О границах и статусе муниципальных образований Омской области» село возглавило образованное муниципальное образование «Бородинское сельское поселение». 

## География
Бородинка  находится  на севере региона,   в пределах Западно-Сибирской равнины, на реке Иртыш.

## Население
| 2010 | 2011 | 2012 | 2013 | 2014 | 2015 |
| ---- | ---- | ---- | ---- | ---- | ---- |
| 475  | ↘474 | ↘461 | ↘458 | ↘445 | ↘432 |
| 2016 | 2017 | 2018 | 2019 | 2020 | 2021 |
| ↘410 | ↘391 | ↘371 | ↘358 | ↘344 | ↘259 |
| 2023 |      |      |      |      |      |
| ↘237 |      |      |      |      |      |

Гендерный состав
По данным Всероссийской переписи населения 2010 года в гендерной структуре населения из 475 человек мужчин — 249, женщин — 226 (52,4 и	47,6  % соответственно) .
Национальный состав
Согласно результатам переписи 2002 года, в национальной структуре населения русские составляли 95 % от общей численности населения в 658 чел..

## Инфраструктура
Администрация поселения, почтовое отделение, 
Детский сад и общеобразовательная школа "БОУ Бородинская СОШ", дошкольная группа. 

## Транспорт
Просёлочные дороги. 